# Jardín botánico de Tutmosis III

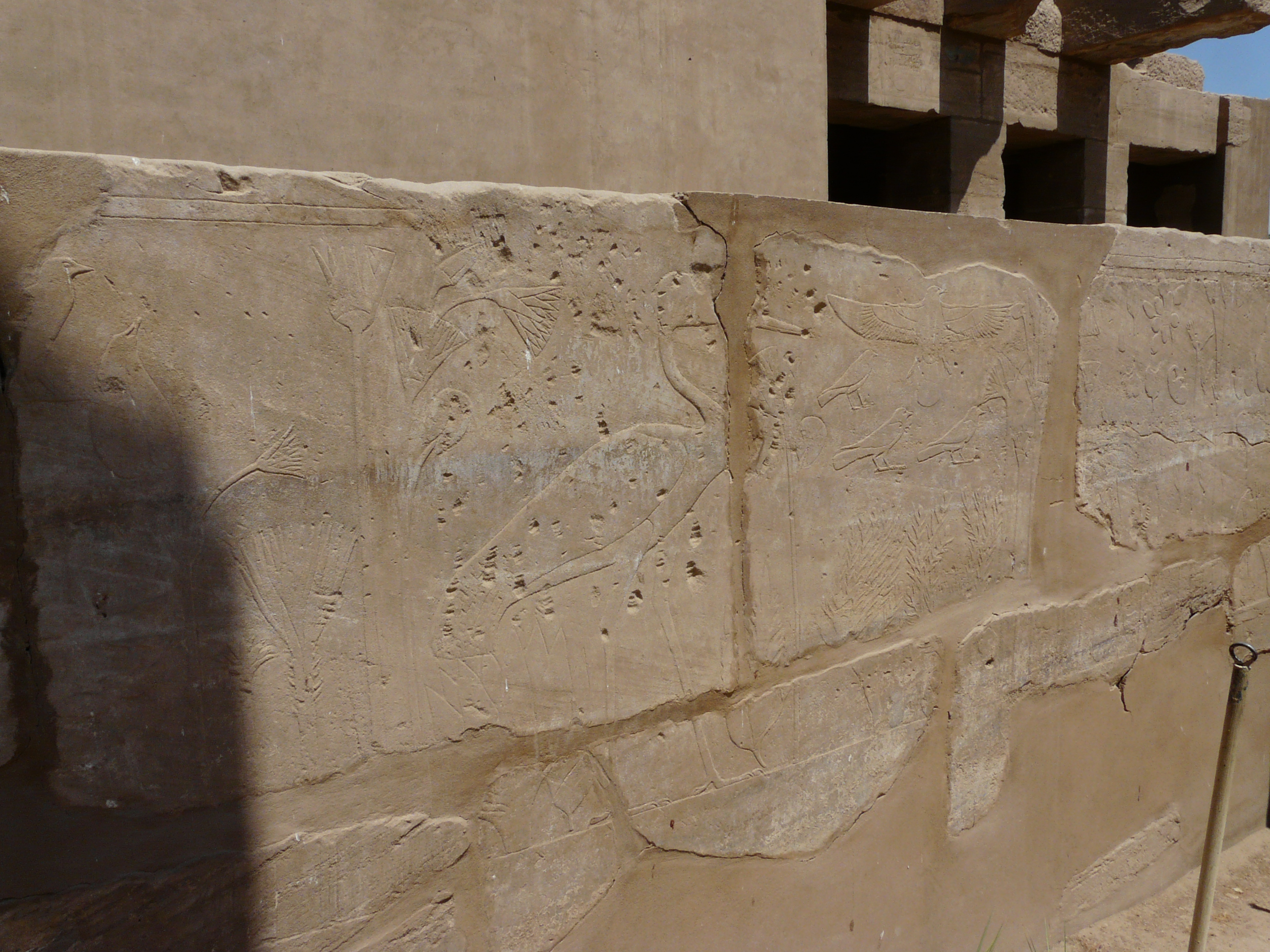
Jardín botánico con fauna y flora en arenisca en el Ajmenu de Tutmosis III. c. 1450 a. C..

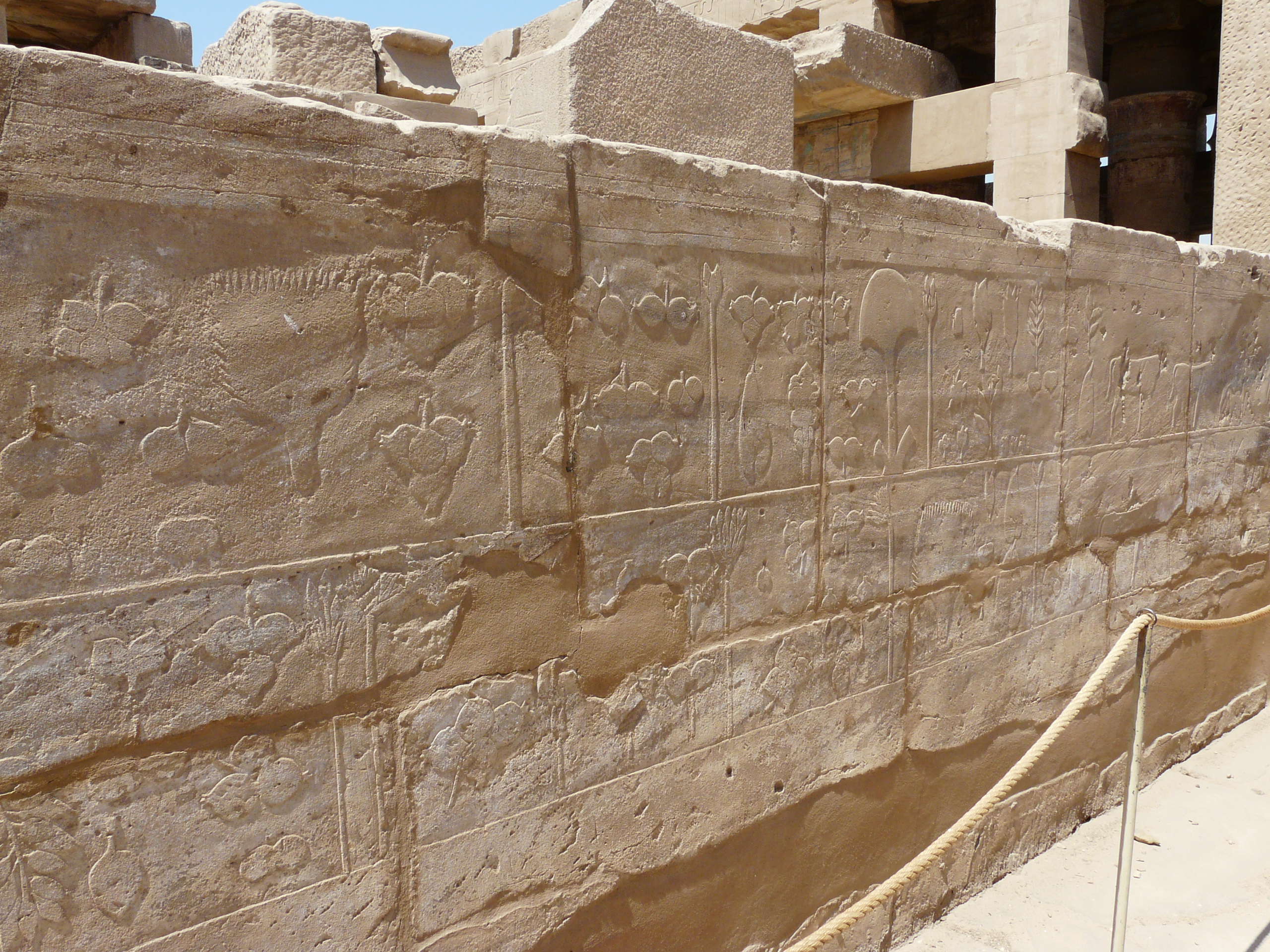
Jardín botánico en el Ajmenu de Tutmosis III. c. 1450 a. C..

El jardín botánico de Tutmosis III es un vestíbulo que forma parte del Ajmenu en el recinto de Amón-Ra de Karnak donde Tutmosis III hizo esculpir en bajo relieve la fauna y flora del Imperio Nuevo de Egipto en su apogeo, realizada tras las campañas militares asiática a Siria y Palestina.
De vuelta, hizo traer raras especies de animales y plantas exóticas para tratar de aclimatarlos en Egipto. Las imágenes, grabadas con gran lujo de detalles en piedra arenisca ilustran principalmente las especies zoológicas y botánicas más extraordinarias que el rey ofrece a Amón-Ra como una manifestación de la creación terrenal aprehendida en la riqueza de su diversidad infinita. Los animales parecen dirigirse hacia el cercano santuario de Amón-Ra.
En los terrenos de la parte posterior del naos, considerado demasiado pequeño, el faraón ordenó construir un nuevo espacio arquitectónico, llamado Ajmenu, es decir "templo de la regeneración del soberano". Y en sus paredes, el "jardín botánico" quizá como representación sublime del jardín sagrado del templo de Amón, donde animales y aves estaban acostumbrados a vivir juntos, protegidos por una cerca, en la dulce frescura de una vegetación exuberante. Existía una zona parecida al lado del lago sagrado, cerca de los almacenes.